# Fiesta nacional (MTV Unplugged)
Fiesta nacional (MTV Unplugged) es un álbum de la banda argentina Los Auténticos Decadentes. Fue grabado en directo el 24 de mayo de 2018 y publicado el 5 de octubre del mismo año por el sello PopArt Discos.
El álbum incluye nuevas versiones de las canciones más conocidas de la banda, con la participación de invitados especiales como Rubén Albarrán, Mon Laferte, Chaqueño Palavecino, Ulises Bueno, Gepe, La Bomba de Tiempo y Afrosound Choir.

## Historia
Con Fiesta nacional (MTV Unplugged), Los Auténticos Decadentes suman su nombre a la lista de artistas latinoamericanos que han participado de los especiales MTV Unplugged.
Este especial fue grabado el jueves 24 de mayo de 2018 en el Arenas Studios del barrio de La Boca, en la ciudad de Buenos Aires, y fue presentado el 4 de octubre para toda América Latina exclusivamente por MTV. El lanzamiento discográfico en formatos CD, DVD y Digital tuvo lugar el 5 de octubre del mismo año.
Del rock al folklore, del tango al góspel y de la cumbia al cuarteto, la banda trasladó al formato unplugged sus canciones más conocidas, en un encuentro acústico que le permitió desenchufarse pero no perder la energía de su combo sonoro.
Para esta ocasión, Los Auténticos Decadentes estuvieron acompañados en el escenario por grandes amigos y colaboradores musicales como Rubén Albarrán (de Café Tacvba), la chilena Mon Laferte (ganadora del Grammy Latino), la estrella del cuarteto Ulises Bueno, el reconocido artista folclórico argentino Chaqueño Palavecino, el cantautor y multinstrumentista chileno Gepe y La Bomba de Tiempo.

## Lista de canciones
| N.º   | Título                                                | Escritor(es)                                                                      | Duración |  |
| 1.    | «El murguero» (con La Bomba de Tiempo)                | Pablo Armesto, Eduardo Trípodi, Martín Pajarola, Gastón Bernardou, Martín Lorenzo | 4:18     |  |
| 2.    | «Somos»                                               | Martín Lorenzo, Cucho Parisi                                                      | 3:07     |  |
| 3.    | «La bebida, el juego y las mujeres»                   | Jorge Serrano                                                                     | 2:55     |  |
| 4.    | «Pendeviejo» (con Afrosound Choir)                    | Juan Pablo Absatz, Cucho Parisi, Pablo Armest                                     | 2:48     |  |
| 5.    | «Corazón»                                             | Jorge Serrano                                                                     | 3:39     |  |
| 6.    | «El pájaro vio el cielo y se voló» (con Ulises Bueno) | Jorge Serrano                                                                     | 3:40     |  |
| 7.    | «No te detengas» (con Afrosound Choir)                | Jorge Serrano                                                                     | 3:49     |  |
| 8.    | «El gran señor»                                       | Diego Demarco                                                                     | 2:52     |  |
| 9.    | «Besándote»                                           | Diego Demarco                                                                     | 2:46     |  |
| 10.   | «Cómo me voy a olvidar» (con Chaqueño Palavecino)     | Jorge Serrano                                                                     | 3:37     |  |
| 11.   | «Vení Raquel» (con La Bomba de Tiempo)                | Serrano, Parisi, Montecchia                                                       | 1:47     |  |
| 12.   | «Sigue tu camino» (con Gepe)                          | Jorge Serrano                                                                     | 3:15     |  |
| 13.   | «Silbando»                                            | Jorge Serrano                                                                     | 3:14     |  |
| 14.   | «Amor» (con Mon Laferte)                              | Jorge Serrano                                                                     | 5:12     |  |
| 15.   | «Un osito de peluche de Taiwán»                       | Jorge Serrano                                                                     | 4:51     |  |
| 16.   | «Como la abeja y la flor»                             | Diego Demarco                                                                     | 4:06     |  |
| 17.   | «Los piratas»                                         | Liliana Meza, Pablo Armesto                                                       | 2:56     |  |
| 18.   | «Loco (tu forma de ser)» (con Rubén Albarrán)         | Jorge Serrano                                                                     | 4:09     |  |
| 19.   | «La guitarra»                                         | Jorge Serrano                                                                     | 4:02     |  |
| 20.   | «Y la banda sigue» (con La Bomba de iempo)            | Pablo Armesto                                                                     | 3:02     |  |
| 21.   | «Popurrí decadente (Medley)» (con La Bomba de Tiempo) |                                                                                   | 3:13     |  |
| 73:10 |                                                       |                                                                                   |          |  |

## Músicos

#### Los Auténticos Decadentes
- Gustavo “Cucho“ Parisi — voz, gramófono, melódica, silbato, campanófono porteño, pandero y pipa parlante.
- Gustavo “Nito“ Montecchia — voz, guitarra, guitarra tanque Lorenzo y coros.
- Jorge “Perro Viejo“ Serrano — guitarra acústica, quena y voz.
- Diego Demarco — voz, guitarra, banjitar, matraca, cavaquinho, mandolina, requinto, lap steel y coros.
- Pablo Armesto — bajo acústico, U-bass, silbato, guitarra, bongó, clave y coros.
- Martín “Moska“ Lorenzo — timbales, congas, bongó, udu, güiro, tambora, maracas, sifones, tambor parlante, llantas de auto, bombo con platillo, batería, tabla de lavar L.A.D. y coros.
- Gastón “El Francés“ Bernardou — congas, bongos, bombo legüero, tambor de burbujas, campanófono porteño, coco rayado, pandereta, maracas, caxixis, pandereta onírica y termo shaker.
- Eduardo “Animal“ Tripodi — bombo, zurdo, güiro, tanque de aceite, djembe, bongo, guacharaca, tambor parlante, shaker y coros.
- Mariano Franceschelli — batería legüera, cajón peruano, charango y coros.
- Guillermo “Capanga“ Eijo — trompeta, flugelhorn, trompeta pocket, didgeridoo, shaker y coros.
- Daniel “La Tierna“ Zimbello — trombón, guitarra y coco rayado.
- Pablo Rodríguez — flautas, clarinete, clarinete bajo, saxos soprano, tenor y barítono.[5]

#### Artistas invitados
- La Bomba de Tiempo en temas 1, 2, 11, 20 y 21.
- Afrosound Choir en temas 4 y 7.
- Ulises Bueno en tema 6.
- Chaqueño Palavecino en tema 10.
- Gepe en tema 12.
- Mon Laferte en tema 14.
- Rubén Albarrán en tema 18.[5]

#### Músicos invitados
- Claudio Carrozza — piano, balafon, glockenspiel, xilófono y acordeón (invitado permanente).
- Martín Aloe — contrabajo en temas 3, 4, 7, 13, 16, 17 y 18 / shaker en tema 9 / guitarra nylon en tema 14.
- Iván Ariel Carrera — trompeta en temas 1, 2, 6, 11, 16, 19, 20 y 21.
- Martín Laurino — trombón en temas 1, 2, 6, 11, 12, 16, 19, 20 y 21.
- Pablo Miguel Fortuna — saxo tenor en temas 1, 2, 6, 11, 16, 19, 20 y 21.
- Pablo Franceschelli — guitarra y tres en temas 5, 8, 9, 10, 12, 15 y 16.
- Juan Pedro Oholeguy — rhodes, teclado electrónico, armonio, piano, balafon, glockenspiel, shaker y xilófono en temas 1, 2, 3, 5, 6, 7, 8, 9, 11, 12, 13, 14, 15, 17, 18, 19, 20 y 21.
- Fernando Luis Albareda — tuba en temas 1, 2, 11, 20 y 21 / bongó en tema 16.
- Gonzalo Eijo — charango en tema 8.
- Patricio Héctor Bonfiglio — bandoneón en tema 17.
- Julio David Domínguez — violín en tema 17.[5]